# 漳和
漳和，是台灣新北市中和區的一個地名，也是全區行政中心所在地，位於該區中部。相較於今日行政區，其範圍大致包括積穗里東南端、安穗里不含西部邊界地帶、文元里東北端、平河里不含北端、仁和里不含西部、中正里不含最南端、碧河里不含西北端、建和里、中原里南部凸出部分、福真里不含西北部、福善里不含最北端、福祥里、福美里、佳和里、連和里、連城里、廟每里、福和里、瓦磘里、枋寮里、漳和里、力行里、正行里、德行里、新南里西部、錦盛里東北端。

## 歷史
台灣清治末期至日治前期，漳和為一街庄，稱為「漳和庄」，隸屬於擺接堡。漳和庄北與永和庄、龜崙蘭溪洲庄為鄰，東與潭墘庄為鄰，南邊為南勢角庄、中坑庄，西邊為四十張庄，西北邊一小段與外員山庄交界。
1920年（日治大正九年），改制為「漳和」大字，隸屬於台北州海山郡中和庄。當時漳和大字下設有「枋寮」、「二八張」、「山腳」、「廟子尾」、「瓦磘」小字名。
戰後中和庄改制為中和鄉，隸屬於臺北縣，枋寮劃為「枋寮村」，二八張劃為「平河村」，山腳劃為「力行村」，廟子尾劃為「廟美村」，瓦磘劃為「瓦磘村」。1978年中和鄉改制為中和市，村亦改制為里。

## 交通

### 捷運
台北捷運環狀線境內設有中和站，環狀線站體在中山景平路口。未來萬大-中和-樹林線將在此地區與之交會。而萬大線站體在連城景平路口並預計於2025年使用。
另外中和新蘆線有穿越漳和地區東南端，雖未設站，但永安市場站（位於潭墘地區）、景安站（位於南勢角地區）兩個站距離漳和地區皆不遠。漳和地區居民可由此路線及相關路網快速前往大台北地區各地，或至台北車站轉搭高鐵、台鐵或客運前往全台各地。

### 道路
省道台64線以L形經過漳和地區西部及南部，是東西向重要聯外道路，往西經可前往板橋、三重、五股、八里等地，往東可前往南勢角、秀朗、新店等地。
市道106號大致以西北－東南走向穿越漳和地區中部，往東南經秀朗橋可前往新店區、文山區、深坑、平溪及瑞芳等地，往西北可前往板橋、新莊、泰山、林口等地。

## 學校
漳和地區範圍由東至西有漳和國中、南山高中、中和國小等學校；錦和高中、積穗國小則在邊界上。

## 公共設施
- 中和區綜合運動場

## 廟宇
- 中和廣濟宮（開漳聖王廟）
- 中和福和宮（神農廟）